# 1622
1622 (MDCXXII) byl rok, který dle gregoriánského kalendáře započal sobotou.

## Události
- 18. ledna – Hans de Witte si se svými společníky (mimo jiné Albrecht z Valdštejna, Karel I. z Lichtenštejna aj.) pronajímá mincovní regál v Habsburské monarchii na jeden rok. „Reforma“ financí byla ve skutečnosti podvodem. Počátek devalvace měny, vedoucí ke státnímu bankrotu.
- 3. února – vydán tzv. generální pardon (omilostnění účastníků stavovského povstání)
- Do města Třebíč se nastěhoval a ubytoval Baltasar Marradas a vojáci jeho pluku.

### Probíhající události
- 1568–1648 – Nizozemská revoluce
- 1568–1648 – Osmdesátiletá válka
- 1618–1648 – Třicetiletá válka
- 1619–1626 – Povstání Gabriela Betlena

## Narození

### Česko
- 22. února – Matěj Aleš Ungar, opate cisterciáckého kláštera Zlatá Koruna († 8. září 1701)
- neznámé datum
  - Kryštof Alois Lautner, český katolický duchovní a jedna z obětí honu na čarodějnice na Olomoucku († 18. září 1685)
  - Ferdinand Arnošt Hýzrle z Chodů, šlechtic († 24. července 1692)

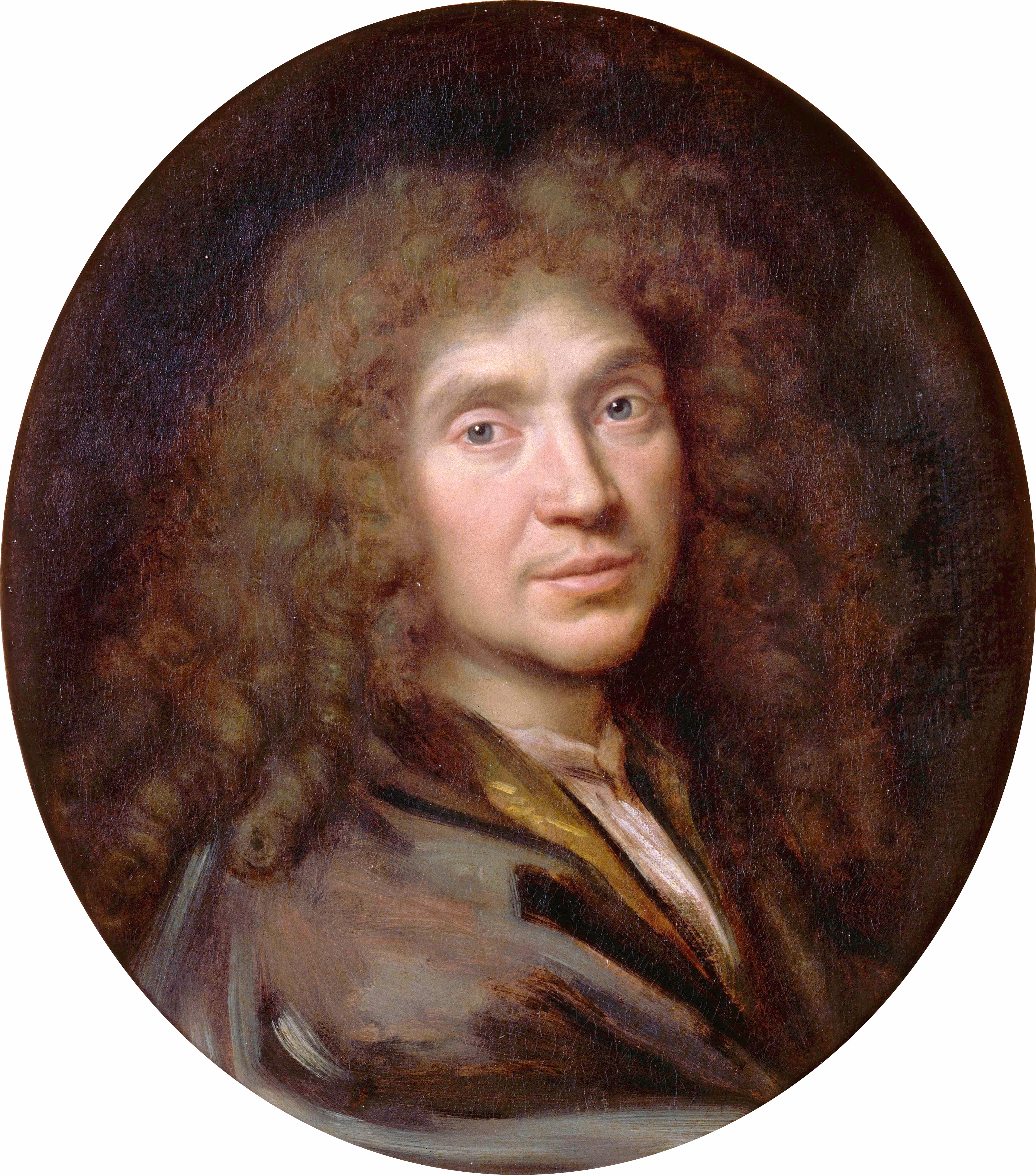
Moliére (* 15. ledna)

### Svět
- 14. ledna – František II. Nádasdy, jeden z nejbohatších pozemkových vlastníků v Uherském království († 30. dubna 1671)
- 15. ledna – Molière, francouzský dramatik a herec († 16. února 1673)
- 07. února – Viktorie della Rovere, toskánská velkovévodkyně († 5. března 1694)
- 27. února – pokřtěn Carel Fabritius, nizozemský malíř († 12. října 1654)
- 17. března – Hans Jakob Christoffel von Grimmelshausen, německý spisovatel († 17. srpna 1676)
- 05. dubna – Vincenzo Viviani, italský matematik a vědec († 22. září 1703)
- 18. dubna – Luisa Hollandina Falcká, falcká princezna, abatyše kláštera Maubuisson a malířka († 11. února 1709)
- 27. dubna – Jakub Haško, nitranský biskup, vlastenec a mecenáš († 19. října 1695)
- 22. května – Louis de Buade de Frontenac, enerální guvernér Nové Francie († 28. listopadu 1698)
- 26. července – Kristián August Falcko-Sulzbašský, falcko-sulzbašský hrabě († 23. dubna 1708)
- 27. září – Karel Dujardin, nizozemský malíř († 20. listopadu 1687)
- 23. října – Esaias Fellgiebel, slezský tiskař a nakladatel († 20. května 1692)
- 08. listopadu – Karel X. Gustav, švédský král († 13. února 1660)
- neznámé datum
  - leden – Şehzade Ömer, syn osmanského sultána Osmana II. (* 20. října 1621)
  - Ercole Bernabei, italský varhaník, dirigent a skladatel († 5. prosince 1687)

## Úmrtí

### Česko
- 08. února – Matouš Konečný, senior (biskup) Jednoty bratrské (* 1569)
- 25. září – Jakub Horčický z Tepence, osobní lékař císaře Rudolfa II. (* 1575)
- 28. září – Rudolf Žejdlic ze Šenfeldu, český šlechtic (* 1590)
- 02. listopadu – Jan Lohelius, opat Strahovského kláštera, arcibiskup pražský (* 1549)
- 13. prosince – Jan Campanus Vodňanský, český spisovatel (* 27. prosince 1572)
- neznámé datum
  - léto – Ondřej Chebďovský, exulant z Poděbrad, umučený v Hradci Králové
  - polovina června – Jiří Bruntálský z Vrbna, moravský šlechtic (* 1570)
  - Šimon Lomnický z Budče, český spisovatel (* 1552)
  - Magdalena Vizovská, první manželka J. A. Komenského (* 1586/90)

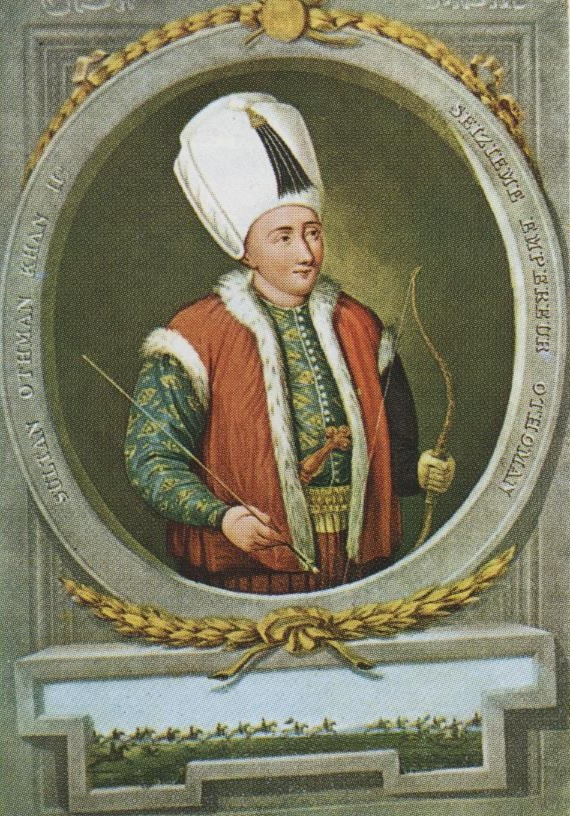
Osman II. († 20. května)

### Svět
- 04. ledna – Giovanni Giacomo Gastoldi, italský hudební skladatel (* 1550)
- 22. ledna – Cesare Ripa, italský teoretik a historik umění (* asi 1555)
- 23. ledna – William Baffin, britský objevitel a mořeplavec (* 1584)
- 05. března – Ranuccio I. Farnese, vévoda z Parmy, Piacenzy a Castra (* 28. března 1569)
- 15. dubna – Leandro Bassano, italský malíř benátské školy (* 10. června 1557)
- 20. dubna – Petr Konaševič-Sahajdačnyj, ukrajinský politik a hejtman záporožských kozáků (* kolem 1582)
- 24. dubna – Svatý Fidel ze Sigmaringy, katolický kněz a mučedník (* 1578)
- 15. května – Petrus Plancius, vlámský astronom, kartograf a teolog (* 1552)
- 20. května
  - Osman II., sultán Osmanské říše (* 3. listopadu 1604)
  - Ohrili Hüseyin Paša, osmanský státník a velkovezír (* ?)
- 22. května – Pedro Páez, španělský jezuita a cestovatel (* 1564)
- 05. června – Peter Révai, slovenský spisovatel, básník, zemský hodnostář (* 2. února 1568)
- 10. září – Karel Spinola, jezuitský misionář v Japonsku (* 1564)
- 07. srpna – Cunenaga Hasekura, japonský diplomat a velvyslanec (* 1571)
- 10. srpna – Giovanni Battista Viola, italský raně barokní malíř (* 16. června 1576)
- 30. srpna – Xenie Godunovová, ruská princezna a sestra cara Fjodora II. (* 1582)
- 30. listopadu – Squanto, příslušník indiánského kmene Patuxetů (* 1585)
- 7. prosince – Žofie Braniborská, princezna braniborská a kurfiřtka saská (* 6. června 1568)
- 12. prosince – Bartolomeo Manfredi, italský malíř (* 1582)
- 28. prosince – Svatý František Saleský, ženevský biskup (* 21. srpna 1567)
- neznámé datum
  - Aurelio Lomi, toskánský malíř (* 1556)
  - Michael Maier, německý lékař a rádce císaře Rudolfa II. Habsburského (* 1568)
  - Ján Filický, slovenský humanistický básník (* 1585)

## Hlavy států
- Anglie – Jakub I. Stuart (1603–1625)
- Francie – Ludvík XIII. (1610–1643)
- Habsburská monarchie – Ferdinand II. (1619–1637)
- Osmanská říše – Osman II. (1618–1622) / Mustafa I. (1622–1623)
- Polsko-litevská unie – Zikmund III. Vasa (1587–1632)
- Rusko – Michail I. (1613–1645)
- Španělsko – Filip IV. (1621–1665)
- Švédsko – Gustav II. Adolf (1611–1632)
- Papež – Řehoř XV. (1621–1623)
- Perská říše – Abbás I. Veliký